# Crassula sarmentosa
Crassula sarmentosa är en fetbladsväxtart som beskrevs av William Henry Harvey. Crassula sarmentosa ingår i släktet krassulor, och familjen fetbladsväxter. Utöver nominatformen finns också underarten C. s. integrifolia.